# Welthauptstadt Germania
Welthauptstadt Germania („Световна столица Германия“) е проект за пълната реиновация на Берлин – столицата на Германия по време на Германската империя, част от визията на Адолф Хитлер за бъдеща Германия след победата му във Втората световна война.
Алберт Шпеер, „първият архитект на Третия Райх“, изработва много проекти за преустройство на града в качеството си на надзорник на проекта, обаче само малка част са реализирани през 1937 – 1943 г.
Някои проекти, като проектирането на голям град по направление изток-запад, което включвало разширяване на улица „Charlottenburger Chaussee“ (днес улица „17 юни“) и поставянето на Берлинската колона на свободата в средата, далеч от Райхстага, където била построена. Други, като проекта за създаването на Зала на народа, трябвало да бъдат отложени поради началото на войната. Голямата част от старите сгради на мястото на проектите били разрушени преди войната и в крайна сметка поражението спряло плановете.

## Име
Името на проекта, „Welthauptstadt Germania“ (Световна столица Германия), е въведено от Алберт Шпеер през 1969 година, в мемоарите му „Отвътре на Третия райх“. Въпреки че никога не е било използвано от официални лица от германското правителство, дори и от Хитлер, то е било синоним на националсоциалистическата ера в развитието на Берлин. Официалното име на проекта било „Цялостен план за застрояване за столицата на Райха“(на немски: Gesamtbauplan fur die Reichshauptstadt).
Според запис на Хенри Пукър от „Хитлеровите разговори на маса“ от 8 юни 1942 г., Хитлер потвърждава идеята за преименуването на Берлин на „Германия“, за да се даде на Германската империя ясна централна столица:
| „ | "Също както Баварците и Прусите трябваше да бъдат впечатлени от Бисмарк от германската идея също така трябва да убедим германите от континентална Европа да последват германската концепция. Той [Хитлер] дори счита, че е добре преименуването на Райх столица Берлин към 'Германия' ще даде значителна сила на задвижване на тази задача. Името Германия за столицата на райха ще бъде много подходящо, независимо колко далече е германската раса от това, тази столица ще символизира единство. | “ |
| Andreas Hillgruber: Henry Picker. Hitlers Tischgesprache im Fuhrerhauptquartier 1941 – 1942, p. 182. Munich, 1968. | |   |

Терминът Welthauptstadt (Световна столица) бил вече използван от Хитлер три месеца преди нощта между 11 и 12 март 1942 в Волфсшанце:
| „                                                                                                 | Като световна столица Берлин трябва да бъде съпоставим само с Древен Египет, Вавилон и Древен Рим! Какво е Лондон, какво е Париж в сравнение с тези! | “ |
| Werner Jochmann: Adolf Hitler. Monologe im Fuhrerhauptquartier 1941 – 1944, p. 318. Munich, 1980. | |   |

Наименованието „Welthauptstadt“ било избрано, защото се е смятало, че берлинската архитектура дотогава била твърде провинциална и това било необходимо да постави Берлин на едно ниво с качеството на другите световни столици, като Лондон, Париж и особено Рим.

## Планирана монументална архитектура
Първата стъпка от този план била Олимпийския стадион за Летните олимпийски игри през 1936 г. Този стадион трябвало да насърчи възходът на нацисткото правителство. Много по-големият стадион, способен да побере 400 000 зрители, е праниран заедно с нацистките движения в Нюрнберг, но са изкопани само основите преди проектът да бъде спрян поради започването на войната. Ако този стадион бъде завършен, той ще бъде най-големият в света и ще поведе със значителна преднина.
Шпеер също проектира и нова Райхсканцелария, което включва голяма зала, проектирана да бъде два пъти по-дълга от Огледалната галерия във Версайския дворец. Хитлер също наредил да се построи и трето, още по-голяма райхсканцелария, въпреки че никога не е била започната. Втората райхсканцелария била разрушена от Съветската армия през 1945 година.